# Nordshausen

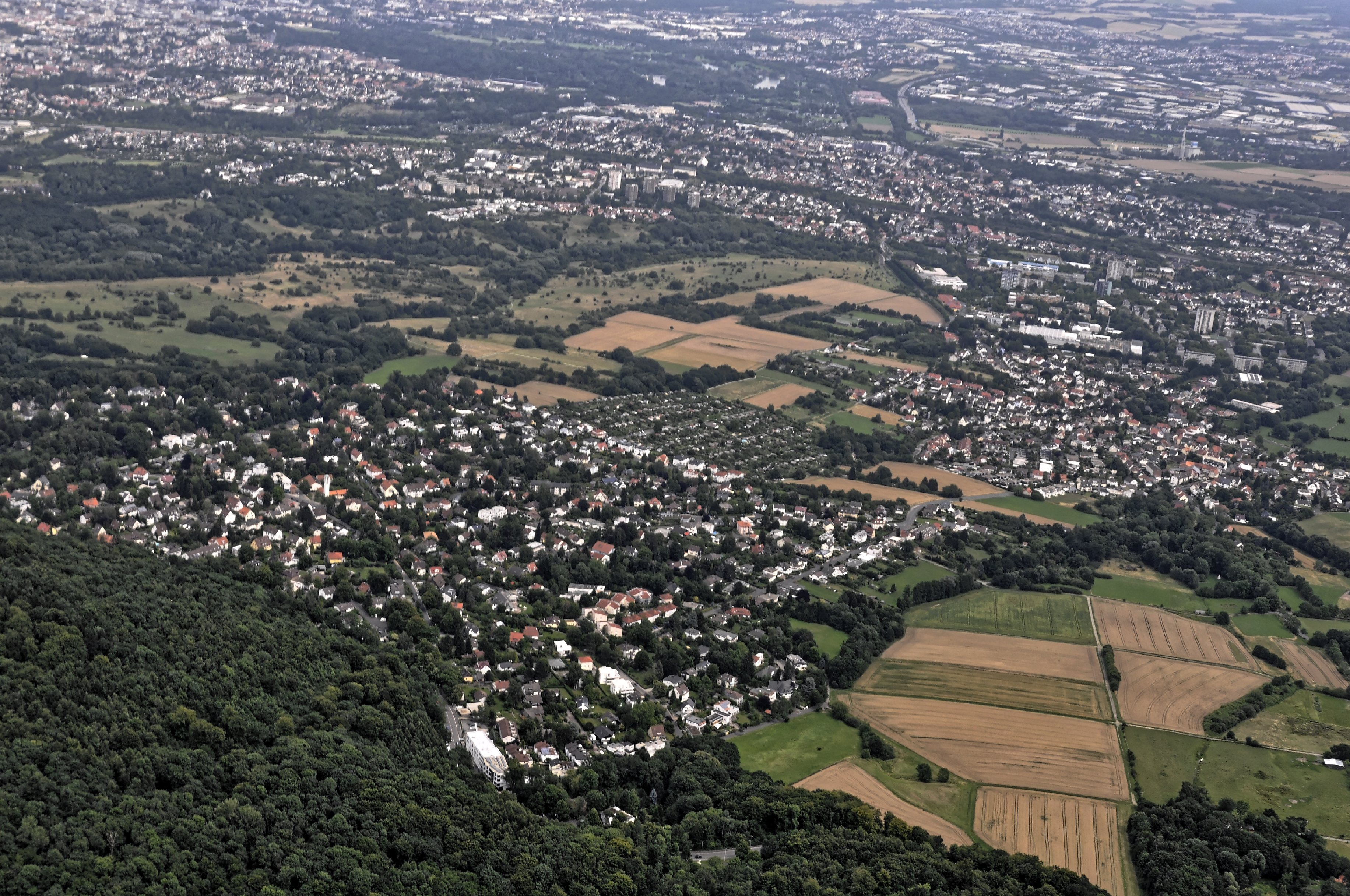
Nordshausen von oben gesehen

Nordshausen ist ein Stadtteil von Kassel.

## Geschichte
Funde von Kieselschiefergeräten auf drei Feldern bei Nordshausen lassen auf menschliche Siedlung in der Steinzeit schließen. Erstmals erwähnt wurde der Ort 1076 in einer Urkunde des Klosters Hasungen. 1257 gründete Graf Adalbert von Schauenburg das Zisterzienserinnenkloster Nordshausen. Im Zuge der Reformation wurde es 1526 aufgehoben. Den Landbesitz sprach Landgraf Philipp der Universität Marburg zu. Klosterkirche und Zehntscheune sind bis heute erhalten. Die Nordshäuser Klosterkirche gilt als ältestes Kasseler Gotteshaus. Mitte des 16. und Anfang des 17. Jahrhunderts erlangte Nordshausen durch Erschließung einer Heilquelle kurzfristig Bedeutung als Heilbad.
Der Gesangsverein wurde 1887 gegründet, der Sportverein 1890. 1903 wurde Nordshausen an die Kleinbahn Kassel-Naumburg angeschlossen, 1914 folgte die Elektrifizierung. Die Freiwillige Feuerwehr gründete sich 1926. Nordshausen wurde 1936 zusammen mit Harleshausen, Niederzwehren, Oberzwehren, Waldau und Wolfsanger nach Kassel eingemeindet. In den Jahren 1952, 1971 und 1974 entstanden die Wohnsiedlungen Grubenrain, Dornländerweg und Krümmershof. Die Jugendfeuerwehr wurde 1988 gegründet, der Kulturverein 1991, die erste Kinderfeuerwehr Kassels 2008.
Siehe auch Burg Nordshausen

## Politik

### Ortsbeiratswahl
Die Wahlbeteiligung bei der Ortsbeiratswahl 2021 lag bei 55,2 %.
| Ortsbeiratswahl Nordhausen 2021Wahlbeteiligung: 55,2 % 6050403020100 57,4 %19,1 %18,9 %2,3 %2,3 %n. k. % SPDGrüneÜONcFDPAfDCDUGewinne und Verlusteim Vergleich zu 2016 %p 10 5 0 −5−10−15−20−25+7,0 %p+4,8 %p+5,1 %p+2,3 %p+2,3 %p−21,4 %pSPDGrüneÜONFDPAfDCDUAnmerkungen:c Überparteiliche Ortsbeiräte Nordshausen |

### Wahlen im Stadtteil
| Jahr | Wahl                        | Wbt.  | CDU  | SPD  | AfD  | Grüne | Linke | FDP  | BSW | FW  | ÜON  | Sonst. |
| ---- | --------------------------- | ----- | ---- | ---- | ---- | ----- | ----- | ---- | --- | --- | ---- | ------ |
| 2025 | Bundestagswahl              | 83,1  | 26,0 | 25,8 | 14,9 | 14,6  | 7,7   | 3,8  | 4,8 | 0,5 | —    | 2,0    |
| 2024 | Europawahl                  | 65,4  | 25,9 | 23,8 | 13,4 | 14,1  | 2,6   | 5,2  | 3,2 | 0,9 | —    | 10,9   |
| 2023 | Landtagswahl                | 71,3  | 31,1 | 23,2 | 17,4 | 15,6  | 3,8   | 3,7  | —   | 1,7 | —    | 3,5    |
| 2021 | Bundestagswahl              | 80,3  | 18,3 | 34,3 | 8,9  | 16,5  | 3,9   | 11,8 | —   | 1,1 | —    | 5,2    |
| 2021 | Ortsbeirat                  | 55,2  | —    | 57,4 | 2,3  | 19,1  | —     | 2,3  | —   | —   | 18,9 | —      |
| 2021 | Stadtverordnetenversammlung | 55,1  | 19,6 | 39,0 | 6,9  | 20,5  | 4,1   | 5,9  | —   | 2,1 | —    | 2,51   |
| 2016 | Ortsbeirat                  | 56,3  | 21,4 | 50,4 | —    | 14,3  | —     | —    | —   | —   | 13,8 | —      |
| 2016 | Stadtverordnetenversammlung | 56,2  | 22,4 | 43,5 | 8,7  | 10,9  | 6,3   | 5,0  | —   | 2,3 | —    | 1,02   |
| 2011 | Ortsbeirat                  | 55,7  | 15,9 | 53,1 | —    | 16,8  | —     | —    | —   | —   | 14,2 | —      |
| 2011 | Stadtverordnetenversammlung | 55,8  | 21,3 | 50,0 | —    | 16,9  | 4,0   | 2,6  | —   | 2,6 | —    | 2,63   |
| 2006 | Ortsbeirat                  | 53,5  | 23,6 | 54,1 | —    | 13,1  | —     | —    | —   | —   | 9,2  | —      |
| 2001 | Ortsbeirat                  | k. A. | 24,9 | 49,5 | —    | 12,4  | —     | —    | —   | —   | 10,0 | —      |

Fußnoten
1 2021: zusätzlich: Bienen: 1,5 %; PARTEI: 0,5 %

2 2016: zusätzlich: Piraten: 1,0 %

3 2011: zusätzlich: Piraten: 1,7 %: AUF-Kassel: 0,9 %

## Persönlichkeiten
- Philipp Hoffmeister (1804–74), Prediger, Zeichner, Naturkundler, Märchensammler, 1840–69 Pfarrer in Nordshausen, Verfasser der ersten Chronik der Klosterkirche